# Zâmbreasca
Zâmbreasca is een Roemeense gemeente in het district Teleorman.
Zâmbreasca telt 1730 inwoners.